# Joshua Radin

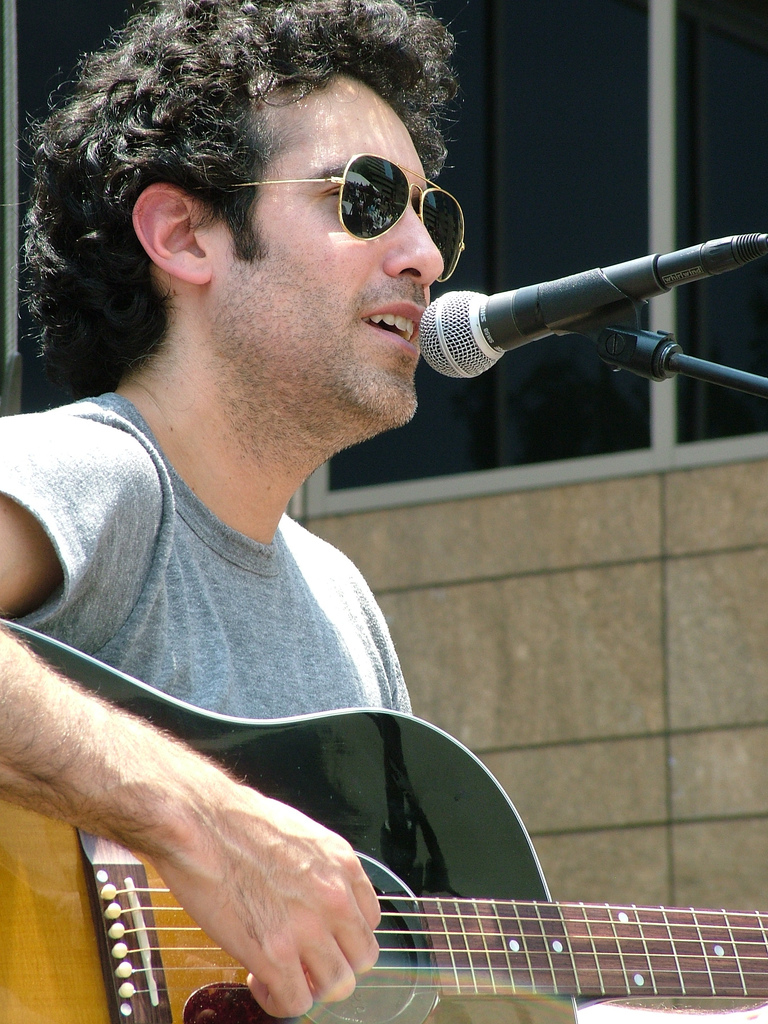

Joshua Radin es un cantautor estadounidense procedente de Shaker Heights, Ohio, que comenzó a actuar en 2004. La música de Radin se ha descrito como folk rock y acústica. Firmó un contrato con Columbia Records, compañía discográfica con la que lanzó su primer disco. Su último fichaje ha sido por Mom & Pop records con quién ha lanzado su segundo y más reciente trabajo.

## Historia
Radin comenzó su carrera artística a temprana edad en Cleveland, Ohio, la ciudad donde creció. Radin se graduó en la Universidad de Northwestern en Dibujo y Pintura. 
La primera grabación de Radin fue una demo de la canción Winter producida por el cantautor Cary Brothers. Cuando un amigo cercano, el actor y director de cine Zach Braff escuchó la demo de Winter se interesó tanto por ella que la introdujo en su serie Scrubs en el episodio My screw up a principios de 2004. La canción recibió una acogida abrumadoramente positiva lo que facilitó a Radin calar en la audiencia de la serie. Las canciones Today, Closer, Don't look away y These photographs también aparecieron en la serie.
Desde entonces las canciones de Radin se han podido escuchar en series como Bones, House M.D., Cinco hermanos, Anatomía de Grey, One Tree Hill, Lead ballon o Studio 60 on the sunset strip y en programas como American Idol.
Su canción One star mile fue parte de la banda sonora de la película El último beso. What if you, otra de sus canciones, también apareció en la banda sonora de una película. En este caso, en la de Las vueltas de la vida (Catch and release en su título original).
Joshua Radin ha aparecido en numerosos programas de las diferentes cadenas estadounidenses como The Ellen DeGeneres Show, Conan O'Brien, Jimmy Kimmel, Carson Daly and CBS Early Show. Hay que añadir también un cameo en la película Garden State de Zach Braff, en España se tituló Algo en común.
Ha compartido gira y escenario con los siguientes cantantes: Tori Amos, Sheryl Crow, Ingrid Michaelson, Sara Bareilles, KT Tunstall, Cary Brothers, Imogen Heap, Butch Walker, Meiko y Missy Higgins.
Una vez capturada la atención del público, Radin decidió mantenerla lanzando su álbum debut We were here en junio de 2006 a través de Columbia Records. El disco estuvo primero disponible en iTunes donde alcanzó el puesto de álbum de folk más vendido.
El segundo trabajo de estudio de Radin, Simple times, fue lanzado a través de iTunes el 9 de septiembre de 2008 y se puso a la venta en las tiendas físicas el día 30 del mismo mes. El primer sencillo de dicho disco fue I'd rather be with you.
Como curiosidad, Ellen DeGeneres pidió a Joshua Radin que tocara en su boda con Portia de Rossi. Degeneres había rechazado previamente la oferta de músicos ya consolidados como George Michael o Justin Timberlake.

## Discografía

### Discos de estudio
- 2006: We were here

- 2008: Simple times

- 2010: The Rock & The Tide

- 2012: Underwater

- 2013: Wax Wings

- 2015: Onward and Sideways

- 2017: The Fall

- 2019: Here, Right Now

- 2020: Covers, Vol. 1

- 2021: The Ghost and the Wall

- 2022: The Ghost and The Wall (Acoustic)

### Singles
- 2005: Closer

- 2006: The fear you won't fall

- 2007: Only You (Imogen Heap Mix) (Sólo disponible en iTunes)

- 2008: I'd rather be with you

### EP
- First between 3rd and 4th (2004)

- Live sessions (Exclusivo para iTunes) (2006)

- Unclear sky (Exclusivo para iTunes) (2008)